# Воскресенская церковь (Воронеж)
Воскресенская церковь — православный храм Воронежской епархии. Расположена в городе Воронеж Воронежской области.

## История
Воскресенская церковь в Воронеже была построена в 1752 году на месте сгоревшей при пожаре 1748 года деревянной Космодемьянской церкви, стоявшей здесь с XVII века и упоминавшейся ещё в Писцовых книгах допетровских времен. Новая каменная церковь была двухэтажной, с теплой нижней частью. 29 ноября 1761 года на первом этаже церкви был освящен придел в честь Рождества Пророка Предтечи и Крестителя Господня Иоанна. Нижняя церковь во имя Казанской иконы Божией Матери начала действовать с 1765 года, верхний этаж в честь Воскресения Христова был построен в 1768 году. Вокруг церкви в XVIII веке существовало небольшое приходское кладбище, позже пришедшее в запустение. В 1882 году в нижней церкви был обновлен иконостас. В это время храм насчитывал около пятисот душ прихожан, имел во владении 90 десятин пахотных земель.
В начале 1930-х годов Воскресенская церковь, как и многие другие, была закрыта и её помещения были переданы под склад предприятиям легкой промышленности города. Во времена Великой Отечественной войны, в оккупированном немцами Воронеже, колокольня церкви использовалась как наблюдательный пункт. Была разрушена советской артиллерией до первого яруса, сгорел купол, пострадала кирпичная кладка. К осени 1944 года склады легкой промышленности вновь обосновались в нижнем этаже, которые занимали вплоть до начала 1990-х годов.
13 декабря 1993 года полуразрушенное здание было возвращено церкви, на средства епархии и прихожан началось восстановление храма и колокольни (проект архитектора А. Г. Федорца). 1 ноября 2000 года, на колокольню церкви был установлен 10-метровый шпиль с точной копией креста, украшавшего здание до разрушения. При церкви действует вновь отстроенная воскресная школа и православная библиотека, в престольные праздники устраиваются благотворительные обеды. Около церкви была построена водосвятная часовня во имя равноапостольной княгини Ольги. Настоятелями храма после его возвращения епархии были: в 1994—2001 — протоиерей Феодор Бажанов, с декабря 2001 по сентябрь 2004 — священник Сергий Гришин, с октября 2004 по настоящее время настоятелем — митрофорный протоиерей Василий Володько. В настоящее время храм, построенный в стиле провинциального барокко, имеет высоту около 43 метров и является памятником архитектуры федерального значения.

## Фотографии

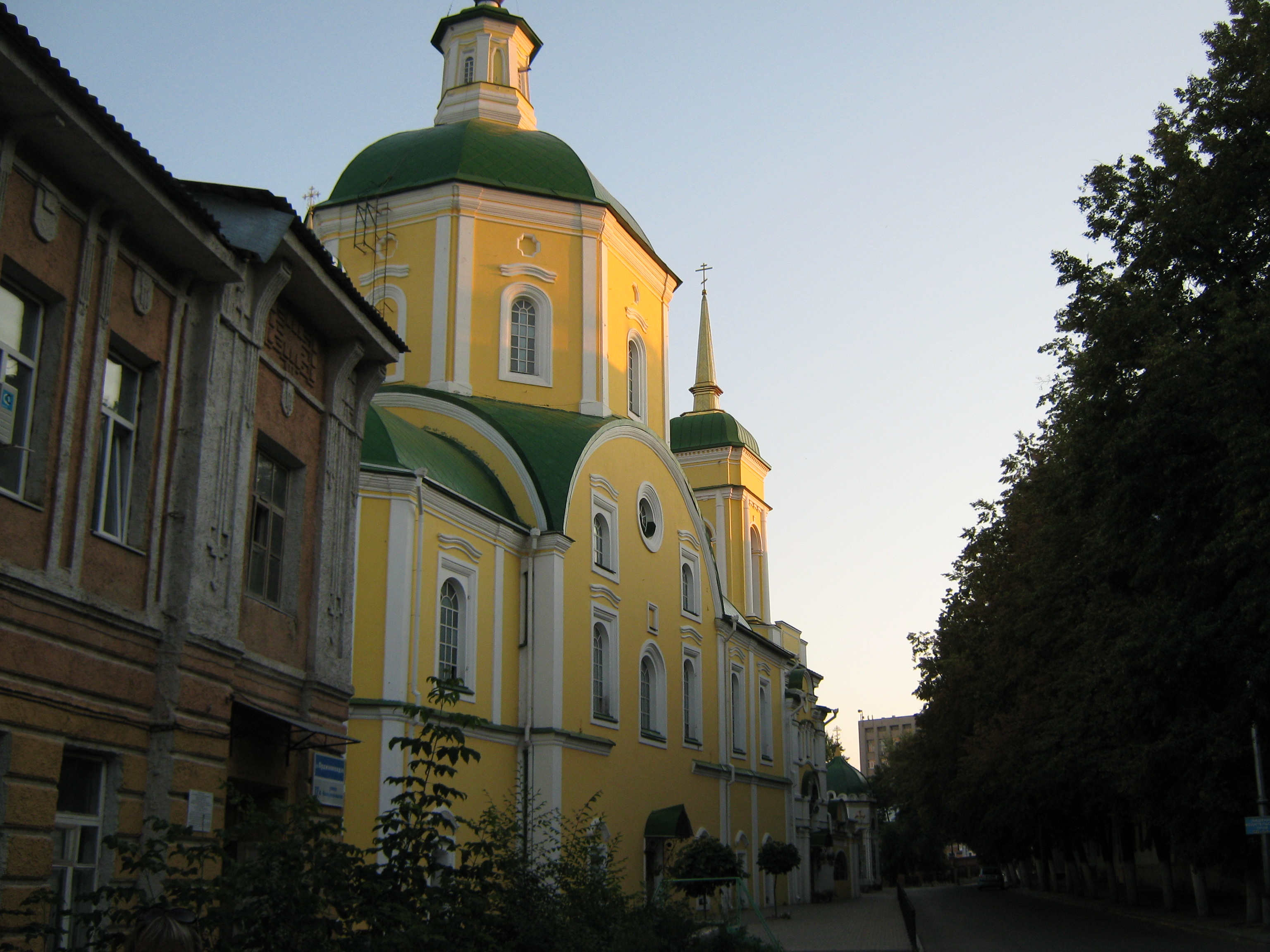
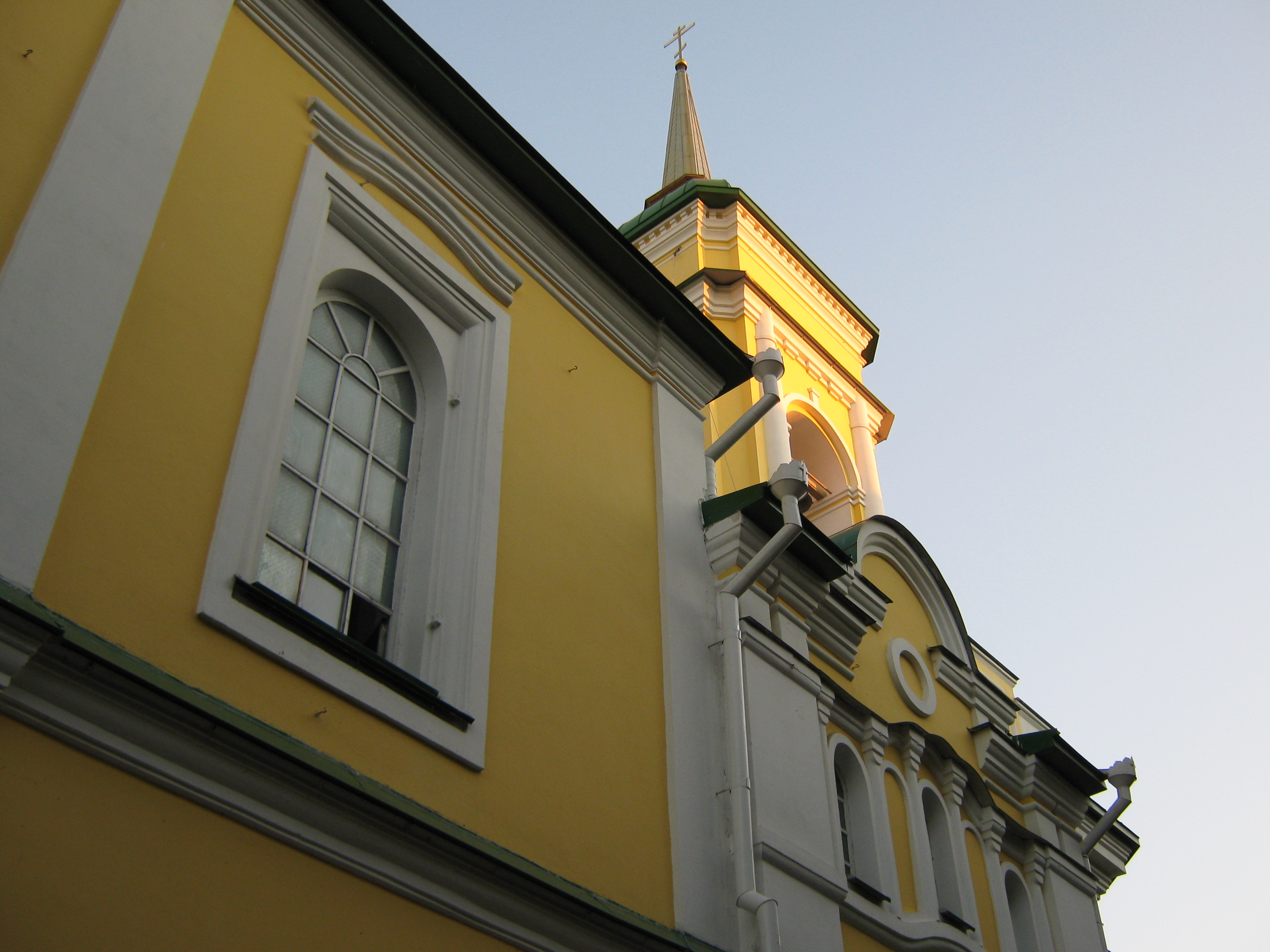